# Microsoft Project
A Microsoft Project egy projektirányítási szoftver, amelyet a Microsoft fejlesztett ki és értékesít. A program rendeltetése, hogy segítsen a menedzsereknek tervek készítésében, a tevékenységek közötti erőforrás-elosztásban, a folyamatok nyomon követésében, a költségvetés elosztásában és a munkafolyamatok elemzésében, a terhelés elosztásában.
A Microsoft Project volt a Microsoft harmadik Windows operációs rendszer alá írt alkalmazása, amely piacra dobása után két évvel már a piacvezető menedzsment szoftver volt a személyi számítógépek piacán.
Bár a Microsoft Office család tagja, az Office programcsomagokkal együtt sohasem adták ki. Jelenleg két kiadásban elérhető, a Standard és Professional változatokban. A Microsoft Project elsődleges fájlformátuma ill. a formátum fájlkiterjesztése az „.mpp”.

## Története
A Project eredetileg egy MS-DOS szoftver volt, amelyet Microsoft C programnyelven írtak az IBM PC-re. A szoftver eredeti célja vállalat saját belső folyamatainak optimalizálása volt. Csak később döntöttek úgy a Microsoft vezetői, hogy piacra is dobják azt, miután megtapasztalták, hogy korábbi módszereikhez képest milyen hatékonyan tudják optimalizálni erőforrásaikat és munkafolyamataikat. A szoftver első kereskedelmi forgalomba szánt változatát 1984-ben adták ki DOS-ra. A Microsoft 1985-ben adta ki a program 2-es számú verzióját. A 3-as verziót, szintén DOS-ra, 1986-ban adták ki, az utolsó DOS rendszerre készült 4-eset pedig még ugyanabban az évben. Az első Windows operációs rendszerre írt változatot 1990-ben adták ki.
1991-ben kiadtak egy Macintosh verziót is, ez végül négy verziót élt meg, miután 1994-ben a Microsoft leállította legtöbb Mac rendszerre készült szoftverének fejlesztését, sohasem adtak ki hozzá új frissítést.
A Microsoft Project 95 volt az első Office menüket használó verzió.
A Microsoft Project 98 volt az első verzió, amely Tahoma betűtípust használt a menüknél és amelynek része volt az Office Segéd.
További verziókat adtak ki 1992-ben (v3.0), 1993-ban (v4.0), 1995-ben (v4.1a), 1998-ban (v9.0), 2000-ben (v10.0), 2003-ban (v11.0), 2007-ben (v12.0), 2010-ben (v14.0) és 2013-ban (v15.0). A Microsoft Project Central szoftver 2000. április 3-án a Microsoft Project 2000-rel együtt jelent meg. Windows platformra nem adtak ki 2-es számú verziót, az 1992-ben kiadott 3-as verzió megtartotta az eredeti specifikációkat, illetve tartalmazta a makrók használatát.

## Funkciók
A Project segítségével ütemterveket készíthetünk a tevékenységek és a rendelkezésre álló erőforrások alapján. A különféle tevékenységekhez, erőforrásokat rendelhetünk, a program pedig kiszámítja a munkamennyiségeket, munkával arányos költségeket az egyes tevékenységektől a projekt szintjéig. Az erőforrások (munka, anyagok és költségvetés) megoszthatóak a projektek között egy közös erőforrásbázisból. Minden tevékenységhez és erőforráshoz saját naptárat rendelhetünk, amely meghatározza, mely napokon és milyen időben férhetőek hozzá, érhetőek el az adott erőforrások. Az erőforrásköltségek kiszámításához megadhatjuk az erőforrások költségét. Minden erőforrást több tevékenységhez rendelhetjük hozzá több projektben. Amikor az erőforrásokat tevékenységekhez rendeljük, a Microsoft Project e díjak alapján számítja ki a hozzárendelések költségét.
Az alkalmazás az erőforrások naptárban megadott elérhetősége alapján osztja be a tevékenységeket. Az erőforrások korlátlan mennyiségben határozhatóak meg, ezért a szoftver nem képes meghatározni, hogy mennyi késztermék gyártható le adott mennyiségű nyersanyagból. A valós termékeket készítő üzemek folyamatainak menedzsmentjéhez kiegészítő szoftverek használata szükséges.
Az alkalmazás kritikus utat határoz meg. A kritikus út a tevékenységek azon sorozata (vagy akár egyetlen tevékenység), amely meghatározza a projekt számított befejezési dátumát. A projekt tehát akkor ér véget, amikor a kritikus út utolsó tevékenysége is befejeződik. A projekt kritikus útjának és a kritikus tevékenységek ismeretében, illetve azok nyomon követése révén megállapítható, hogy mely tevékenységek vannak hatással a projekt befejezési dátumára, valamint hogy a projekt időben befejeződik-e.
A Microsoft Projectben lehetőség van arra is, hogy különböző felhasználói szinteket határozzunk meg, akik meghatározott mértékben férhetnek hozzá az adatokhoz. A különféle szinteken lévő hozzáférése a projektekhez, nézetekhez meghatározható. Az olyan objektumok, mint a naptárak, nézetek, táblázatok, szűrők és mezők minden felhasználó által közösen használhatóak.

## Változatok
A Microsoft Project jelenleg kétféle változatban érhető el, ezek a Standard és Professional kiadások. Mindkét kiadás elérhető 32 és 64 bites változatban. A Professional kiadás tartalmazza a Standard minden funkcióját, illetve olyan további extra funkciókat, mint a csapatmunka-eszközök és a Microsoft Project Serverhez való csatlakozás lehetősége.

### Project 2010
A Microsoft Project 2010 tartalmazza a Ribbon nevű Fluent felhasználói felületet.
Interoperabilitás
A Microsoft Office Project Server és a Microsoft Project Web Access kiadásával kibővültek a Microsoft Project lehetőségei. A Project szerver egy központi SQL-adatbázisban tárolja a Project adatait, így több, egymástól független projekt számára is hozzáférést biztosít a közös forrásadatokhoz. A Web Access lehetőséget biztosít a felhasználóknak arra, hogy az interneten keresztül hozzáférjenek egy Project Server adatbázishoz, illetve tartalmazza a munkaidőket, az erőforrás-elosztás grafikus elemzését és adminisztratív eszközöket.
Felhasználói ütemezés
A felhasználói ütemezés rugalmasabb lehetőségeket biztosít a projektmenedzsment lebonyolítására.
Ütemterv nézet
Az idővonal nézet lehetővé teszi a felhasználó számára, hogy alapszintű grafikus áttekintést készítsen a projekt ütemtervéről. Ez másolható és a PowerPoint, Word vagy más alkalmazásokba beilleszthető.
SharePoint 2010 szinkronizáció
A SharePoint 2010 és Project Professional projektstátusz-frissítések szinkronizálhatóak a csapattagokkal.
Inaktív tevékenységek
Az inaktív feladatok segítségével kísérletezhetünk a projekttervekkel és „mi lenne, ha” elemzéseket végezhetünk.
Team Planner nézet
Az erőforrásokat és a munkát időben ábrázolja, segít a problémák azonosításában és megoldásában.

### Project 2013
A 2013-as verzió tartalmazza a jelentések exportálásának lehetőségét, így ez jobban integrálható más Microsoft termékekkel, illetve a felhasználói felület elemeinek megjelenése is megváltozott a korábbi verziókhoz képest.
Jelentések
Az előre telepített jelentések egy a szalagmenün megjelenő teljesen új szekcióból érhetőek el. A Project 2013 grafikus jelentéseket is tartalmaz, amelyeket Microsoft Excel kimutatásban tekinthetünk meg.
Tevékenységek követése
Ez a funkció arra ad lehetőséget, hogy követhessük a tevékenységek kapcsolati láncát. Ha egy adott tevékenységet kiválasztunk, megjelenik minden ahhoz kapcsolódó megelőző tevékenység ugyanazzal a színnel jelölve, illetve az azt követő kapcsolódó tevékenységek egy másik egységes színnel.
Megosztás
A megosztás és kommunikáció jelentősen javult a 2013-as verzióval. A Lync telepítése után a Projecten belül kezdeményezhetünk szöveges üzenetváltást, videobeszélgetést, küldhetünk e-mailt de akár telefonhívást is indíthatunk. Tartalmat másolhatunk és illeszthetünk be a Microsoft Office programcsalád bármely tagjába. Sharepoint vagy SkyDrive segítségével könnyen és gyorsan megoszthatjuk tartalmainkat, a Project Online pedig lehetővé teszi, hogy a Project teljes verziójához bárhonnan hozzáférhessünk.

## Fordítás
- Ez a szócikk részben vagy egészben  a   Microsoft Project című angol Wikipédia-szócikk ezen változatának fordításán alapul.  Az eredeti cikk szerkesztőit annak laptörténete sorolja fel. Ez a jelzés csupán a megfogalmazás eredetét és a szerzői jogokat jelzi, nem szolgál a cikkben szereplő információk forrásmegjelöléseként.